# Lennart Fors
Nils Lennart Fors, född 13 september 1932 i Eskilstuna, död 21 november 1983 i Spånga, var en svensk kompositör och musikarrangör.
Efter skolan flyttade Fors till Stockholm och utbildade sig till musiker vid Kungliga militärmusikkåren. Han var dirigent i Katrineholms storband som han bildade.
Han var musikalisk ledare för den svenska inspelningen av Askungen. Han är far till Mats Fors (svensk trombonist som spelat med bland annat Peps Persson och funkgruppen Shine på 1980-talet). 
Lennart Fors är gravsatt i minneslunden på S:t Eskils kyrkogård.

## Filmmusik i urval
- 1958 – Fridolf sticker opp!
- 1959 – Den kära leken
- 1959 – Hägringen
- 1959 – Fridolfs farliga ålder
- 1960 – Bröllopsdagen
- 1960 – Balkongen
- 1960 – Demon Street 13 (TV-serie)
- 1960 – Goda vänner trogna grannar
- 1960 – Susanne
- 1961 – Pärlemor
- 1967 – Åsa-Nisse i agentform
- 1968 – Åsa-Nisse och den stora kalabaliken
- 1968 – Villervalle i Söderhavet
- 1973 – Anita – ur en tonårsflickas dagbok
- 1977 – Ta mej i dalen